# Anyphops pococki
Anyphops pococki là một loài nhện trong họ Selenopidae.
Loài này thuộc chi Anyphops. Anyphops pococki được George Newbold Lawrence miêu tả năm 1940.